# Alos (Ariège)
Alos ist eine französische Gemeinde mit 116 Einwohnern (Stand 1. Januar 2022) im Département Ariège in der Region Okzitanien. Sie gehört zum Kanton Couserans Est im Arrondissement Saint-Girons.
Nachbargemeinden sind Eycheil (Berührungspunkt) im Norden, Lacourt im Nordosten, Soueix-Rogalle im Osten, Sentenac-d’Oust im Südosten, Bethmale im Südwesten sowie Moulis im Nordwesten.

## Bevölkerungsentwicklung
| Jahr      | 1962 | 1968 | 1975 | 1982 | 1990 | 1999 | 2008 | 2019 |
| --------- | ---- | ---- | ---- | ---- | ---- | ---- | ---- | ---- |
| Einwohner | 305  | 260  | 212  | 173  | 136  | 131  | 123  | 122  |